# Willem Wissing

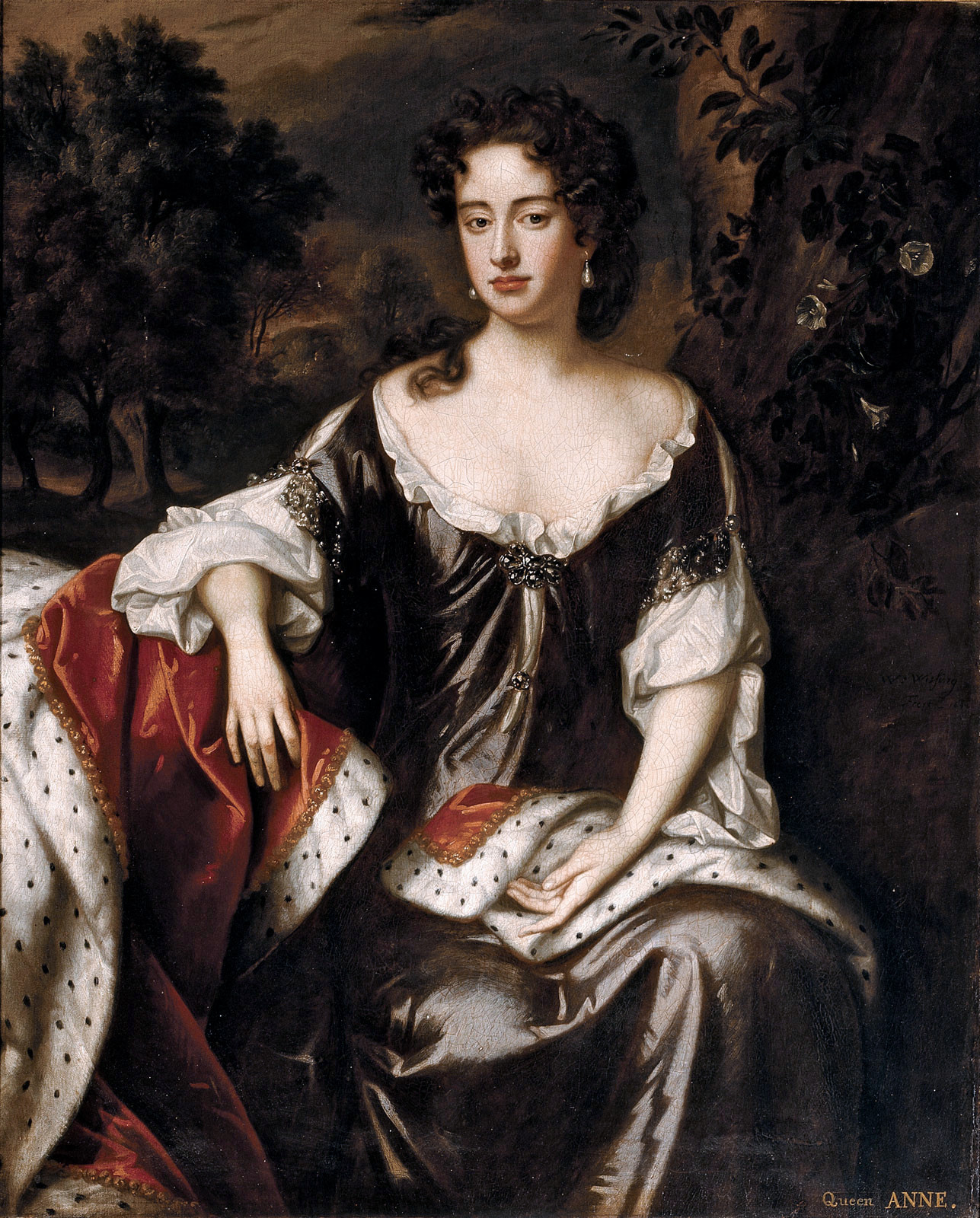
Anna av Storbritannien, porträtterad av Willem Wissing.

Willem Wissing, även känd som William Wissing, född 1656 i Amsterdam, död 10 september 1687 på Burghley House, var en nederländsk porträttmålare. 
Han var elev hos  Willem Doudijns (1630-97) och Arnoldus van Ravestyn (1615-90) i Haag.  År 1676 flyttade han till England, där han var elev och assistent till Peter Lely. Vid Lelys död år 1680, var Wissing hans främste elev. Sir Godfrey Kneller var den ende samtida porträttkonstnären i England som kunde mäta sig med Wissing. Bland de kungliga som satt modell för Wissing finns Karl II av England, drottning Katarina av Braganza, prins Georg av Danmark och James Scott, 1:e hertig av Monmouth. År 1685 skickade Jakob II av England Wissing till Nederländerna för att måla porträtt av hans holländska svärson och dotter, den blivande Vilhelm III av England och Maria II av England.  Wissing begravdes i St Martin's Church, Stamford, Lincolnshire.